# Кроличья лапа
«Кроличья лапа» (фр. La Patte de lapin) — российско-французский фильм 2021 года режиссёра Наны Джорджадзе.

## Сюжет
В 1990-е годы в Петербурге встречаются двое — русская девушка Аля (Светлана Щедрина) и француз Николя (Николя Дювошель).
Она — воздушная и мечтательная петербуржская интеллигентка, начинающая художница, он — французский архитектор. Они полюбили друг друга, но и вместе тоже не могут — они из совершенно разных миров. Им приходится видеться урывками, приезжать друг к другу.
Против этих странных отношений выступают влюбленный в Алю друг детства Митя (Евгений Ткачук) и дед Николя винодел Шарль (Пьер Ришар).
Но Аля и Николя продолжают любить друг друга, хотя понятно, что это ни к чему хорошему не приведет. Как и в любых отношениях на расстоянии, роману Али, которую прозвали Лапа, и Николя, мешают недоверие, недосказанности и ревности. В какой-то момент Николя решает расстаться, женится на француженке, а когда снова хочет вернуть возлюбленную, уже Аля не готова к возобновлению отношений.

## В ролях
- Светлана Щедрина — Аля Лапочкина
- Николя Дювошель — Николя
- Пьер Ришар — Шарль, дедушка Николя
- Евгений Ткачук — Митя, друг детства Али
- Евгения Добровольская — Нина, соседка Али
- Олег Гаркуша — Гончаров, сосед Али
- Валентина Нейморовец — Любовь Аркадьевна, соседка Али
- Снежана Прудько — Верка, подруга Али
- Александр Половцев — Геннадий
- Мариэтта Цигаль-Полищук — Сима
- Александр Балсанов — Пак
- Оксана Базилевич — жена
- Сергей Бызгу — муж
- Марина Алистратова — девушка Мити
- Беренис Бао — Жюльетт, жена Николя
- Мишель Израэль — Жан
- Владимир Андриянов — Женя
- Алексей Митин — Костя
- Кирилл Варакса — Саша
- Кристина Вебер — Лера
- Степан Половцев — гитарист
- Инна Карпушина — виолончелистка

## Съёмки
Французский актёр Пьер Ришар в интервью «RT» отметил, что режиссёр Нана Джорджадзе — его большой друг, у неё он уже снимался в фильмах «Тысяча и один рецепт влюблённого кулинара» и «27 украденных поцелуев», по словам актёра в её фильмах всегда есть место актёрской импровизации, и в фильме «Кроличья лапа»: «мне было также интересно работать с вашими актёрами».

## Фестивали
Предпремьерный показ фильма состоялся в сентябре 2020 года на XVIII кинофестивале «Амурская осень», где фильм получил приз за лучшую операторскую работу, и в октябре 2020 года был показан вне конкурса в секции Российских Программ 42-го Московского международного кинофестиваля.
Премьера фильма состоялась 25 января 2021 в московском киноцентре «Октябрь», в российский кинопрокат фильм вышел 11 февраля 2021 года.